# Bataille de Constantinople (1241)
Guerres Nicéo-Latines
La bataille de Constantinople est une bataille navale entre les flottes de l'empire de Nicée et de la république de Venise qui s'est déroulée en mai-juin 1241 près de Constantinople.

## Contexte
Au début de 1241, alors que l'Empire latin assiégeait la forteresse nicéenne de Tzoúroulos en Thrace orientale, l'empereur nicéen, Jean III Vatatzès, fit campagne contre les forteresses latines au nord de Nicomédie. Avec sa flotte accompagnant l'armée, il s'empara de Dakíbyza et de Nikitiátou. Cependant, au même moment, la flotte nicéenne rencontra une flotte vénitienne ayant quitté Constantinople, et subit une lourde défaite lors d'une bataille ayant eu lieu au large des remparts maritimes de la ville,.

## Bataille
Selon Georges Acropolite, la flotte nicéenne comptait 30 galères et la flotte vénitienne 13. Cependant, les Nicéens ont perdu 13 de leurs propres navires, qui ont été capturés par les Vénitiens, de sorte que « chacun des navires ennemis a gagné une trirème comme butin, avec ses hommes et ses armes ». Le chroniqueur vénitien contemporain Martino Canal, en revanche, affirme que la flotte nicéenne ne comptait pas moins de 160 navires, "y compris des galères, ainsi que d'autres grands et petits navires, qui étaient tous bien équipés", alors que la flotte vénitienne ne comptait que dix galères. Sous le commandement du Podestà de Constantinople Giovanni Quirino, la flotte vénitienne a battu la flotte nicéenne sous Iophré l’Arménien dans la bataille, prenant dix galères nicéennes en captivité. La date de la bataille est fixée à mai-juin 1241 d’après le témoignage d'Andrea Dandolo.

## Évaluation historique
Acropolite, ainsi qu'une hagiographie de l'empereur Jean III datant du XIVe siècle, attribuent cette défaite à l'inexpérience des équipages, affirmant que pour beaucoup d'entre eux il s'agissait de leur premier voyage en mer. Selon Acropolite, le commandant de la flotte, Manouíl Kontophrés, avait averti l'empereur que les Nicéens perdraient dans tout combat naval contre les Latins en raison de leur inexpérience, pour être ensuite renvoyé et remplacé par Iophré (Geoffroy) l’Arménien, un personnage par ailleurs inconnu qu'Acropolite décrit comme « plutôt hésitant en matière de guerre ». Après que la défaite lui ait donné raison, Kontophrés fut réintégré en tant que commandant de la flotte.
Selon la chronique contemporaine d'Aubry de Trois-Fontaines, ces hostilités ont été suivies en juin d'une trêve de deux ans entre Vatatzès, les Latins, et le souverain bulgare Koloman Ier.